# Bhatpara
Bhatpara (Bengalisch: ভাটপাড়া, Bhāṭpāṛā) ist eine Stadt im indischen Bundesstaat Westbengalen mit rund 390.000 Einwohnern (Volkszählung 2011). Die Stadt liegt am Fluss Hugli im Distrikt Uttar 24 Pargana 36 Kilometer nördlich von Kolkata (Kalkutta). Bhatpara gehört zur Metropolregion Kolkata.

## Geschichte
Über Schienenwege und Straßen ist die nördlich von Kolkata gelegene Stadt gut mit dem Zentrum der Metropole verbunden. Als Verwaltungseinheit wurde die Stadt im Jahr 1899 geschaffen, in diesem Jahr wurde sie von der Gemeinde Naihati getrennt.

## Wirtschaft
Einst berühmt für seine Schulen zur Vermittlung des Sanskrit ist Bhatpara heute ein blühendes wirtschaftliches Zentrum am auch ansonsten wirtschaftlich stark nachgefragten Fluss Hugli. In der Stadt werden vornehmlich Juteprodukte aber auch Papier und Textilien gefertigt.